# Munții Rodnei (sit SPA)
Munții Rodnei este o arie protejată (arie de protecție specială avifaunistică — SPA) din România întinsă pe o suprafață de 54.819 ha, integral pe uscat.

## Localizare
Situl se întinde pe teritoriile administrative ale județelor Bistrița-Năsăud (Șanț, Maieru, Parva, Rebrișoara, Rodna, Romuli, Sângeorz-Băi, Telciu), Maramureș (Borșa, Moisei, Săcel) și Suceava (Coșna). Centrul sitului Munții Rodnei este situat la coordonatele 47°32′12″N 24°46′12″E / 47.53655°N 24.770108°E.

## Înființare
Situl Munții Rodnei a fost declarat arie de protecție specială avifaunistică (ROSPA0085) în octombrie 2007 pentru a proteja o gamă diversă de specii avifaunistice.

## Biodiversitate
Situată în ecoregiunea alpină, aria protejată nu include niciun habitat protejat. Situl se suprapune cu ariile naturale: Ineu - Lala, Izvoarele Mihăiesei, Peștera și izbucul Izvorul Albastru al Izei, Piatra Rea și Parcul Național Munții Rodnei.
La baza desemnării sitului se află 16 specii de păsări protejate la nivel european sau aflate pe lista roșie a IUCN, astfel: minuniță (Aegolius funereus), acvilă de munte (Aquila chrysaetos), cocoș de mesteacăn (Bonasa bonasia), caprimulg (Caprimulgus europaeus), ploier de munte (Charadrius morinellus), barză neagră (Ciconia nigra), ciocănitoare cu spatele alb (Dendrocopos leucotos), ciocănitoare de stejar (Dendrocopos medius), muscar (Ficedula parva), muscar gulerat (Ficedula albicollis), ciuvică (Glaucidium passerinum), sfrâncioc roșiatic (Lanius collurio), viespar (Pernis apivorus), ciocănitoare de munte (Picoides tridactylus), huhurez mare (Strix uralensis) și cocoș de munte (Tetrao urogallus).